# Митниця
Ми́тниця — орган державної влади, що забезпечує порядок перевезення через державний кордон товарів, транспортних засобів, тварин та інших предметів, стягнення митних платежів та здійснення митного контролю. Діяльність митниці — митна справа. Організаційну структуру, задачі та функції митних органів визначає митна політика держави.
Майже всі митні адміністрації (центральні митні органи) світу є членами Всесвітньої митної організації.

## В Україні
Слово «митниця» в законодавстві України позначає окрему юридичну особу в системі митних органів України, що імплементує митну політику на регіональному рівні (регіональна митниця) та у певній сфері (спеціалізована митниця):
|   | Митниця є митним органом, який у зоні своєї діяльності забезпечує виконання завдань, покладених на митну службу України |
| — | |

.
У залежності від місцезнаходження митниці поділяються на прикордонні та внутрішні (віддалені від кордону).

### Правовий статус митниці
Митниця є юридичною особою, має самостійний баланс, рахунки в органах казначейської служби, печатку та бланк із зображенням Державного Герба України та із своїм найменуванням і діє відповідно до Конституції України, Митного кодексу України, інших нормативно-правових актів та на підставі положення, яке затверджується наказом ДФС.
Митниця підпорядковується Державній фіскальній службі України.
Митниця здійснює свою діяльність на території Автономної Республіки Крим; областей; міст Києва, Севастополя. Окремі митниці можуть здійснювати свою діяльність на територіях двох чи більше адміністративно-територіальних одиниць або на всій території України.
У населених пунктах, на залізничних станціях, в аеропортах, морських і річкових портах та інших об'єктах, розташованих у зоні діяльності митниці, в міру необхідності створюються її відокремлені структурні підрозділи (митні пости).
Керівник митниці призначається на посаду та звільняється з посади керівником Державної фіскальної служби України. Необхідною умовою для призначення є наявність у кандидата стажу роботи на керівних посадах у митних органах України не менше п'яти років, у тому числі не менше одного року — в Держмитслужбі.

#### Митний пост
Митний пост є митним органом, який входить до складу митниці як відокремлений структурний підрозділ і в зоні своєї діяльності забезпечує виконання завдань, покладених на митну службу України.
Створення, реорганізація та ліквідація митних постів, а також призначення й звільнення з посади керівника митного поста відбувається керівником Держмитслужби (частина 4, частина 5 статті 547 Митного кодексу України). Необхідною умовою для призначення є наявність у кандидата стажу роботи на керівних посадах у митних органах України не менше трьох років.
Зони діяльності митних постів визначаються положенням про ці пости.

### Примірна структура митниці
1. Начальник митниці.
2. Перший заступник начальника митниці.
3. Заступник начальника митниці  — начальник Служби боротьби з контрабандою та порушеннями митних правил.
4. Заступники (заступник) начальника митниці.
5. Служба боротьби з контрабандою та порушеннями митних правил.
6. Відділ фінансів, бухгалтерського обліку та звітності.
7. Відділ оперативних чергових.
8. Відділ митних платежів.
9. Відділ митних інформаційних технологій.
10. Господарсько-експлуатаційний відділ.
11. Відділ (сектор) організаційного та документального забезпечення.
12. Відділ (сектор) кадрової роботи.
13. Відділ (сектор) правового забезпечення.
14. Відділ (сектор) митного аудиту.
15. Відділ організації митного контролю.
16. Головний інспектор із захисту державної таємниці та спеціального документального зв'язку.
17. Головний інспектор з охорони праці.
18. Головний інспектор з мобілізаційної роботи та цивільної оборони.
19. Головний інспектор (головні інспектори) з питань внутрішньої безпеки.
20. Митні пости (відділи митного оформлення).
21. Головний інспектор із зв'язків з громадськістю — прес-секретар[3].